# Lotus Tower
La Lotus Tower est une tour de 350 m de hauteur située à Colombo au Sri Lanka, qui sert d'émetteur pour la radio et la télévision ainsi que de site d'observation et de centre commercial (dans la base de l'édifice).

## Caractéristiques
La construction a duré de 2014 à 2019 et l'ouverture a eu lieu le 16 septembre 2022.
C'est la plus haute structure du Sri Lanka .
La Lotus Tower, représente, comme son nom l'indique, une fleur de Lotus. Dans la culture sri-lankaise, le lotus est associé à la pureté et à l'éveil spirituel. Il est couramment vu dans les pratiques bouddhistes, où il symbolise la pureté du corps, de la parole et de l'esprit.
La base de la tour représente la tige de la fleur, tandis que la partie supérieure en forme de bulbe évoque les pétales du lotus en pleine floraison.
La tour est équipée de systèmes d'éclairage sophistiqués qui lui permettent de s'illuminer de différentes couleurs la nuit, créant un spectacle visuel impressionnant visible de loin. Son bulbe est tour à tour rouge, rose, violet, orange, jaune et bleu.